# Foday Musa Suso
Pour les articles homonymes, voir Suso.
Foday Musa Suso (né en 1950 à Sare Hamadi, Gambie et mort le 25 mai 2025) est un musicien et compositeur.
Il est un griot, originaire de l'ethnie Malinke. Son instrument de prédilection est la kora, mais il joue également sur gravikord et d'autres instruments.
Suso émigre à Chicago dans les années 1970. Il composera et jouera avec Herbie Hancock, Philip Glass et le Kronos Quartet. Il est également cofondateur du groupe de jazz fusion The Mandingo Griot Society.

## Discographie
- 1970 - Kora Music from Gambia (Smithsonian Folkways)
- 1979 - Mandingo Griot Society (Flying Fish)
- 1982 - Mighty Rhythm (Flying Fish)
- 1984 - Hand Power (Flying Fish)
- 1984 - Sound-System de Herbie Hancock (en tant qu'invité)(Columbia)
- 1985 - Village Life avec Herbie Hancock (Columbia)
- 1986 - Mansa Bendung (Flying Fish)
- 1987 - Jazz Africa avec Herbie Hancock (Verve)
- 1992 - Music from The Screens avec Philip Glass (POINT Music)
- 1996 - The Dreamtime (CMP)
- 2004 - Orion de Philip Glass en tant qu'invité (Orange Mountain Music)
- 2005 - Music from the Hearts of the Masters (avec Jack DeJohnette) (Kindred Rhythm)
- 2008 - The Two Worlds (Orange Mountain Music)